# Nils Hilmer
Nils Hilmer (* 1981) ist ein deutscher politischer Beamter (SPD). Seit 2023 ist er Staatssekretär im Bundesministerium der Verteidigung.

## Leben
Hilmer legte 2001 an der Elsa-Brändström-Schule in Hannover das Abitur ab. Anschließend leistete er Zivildienst. Daraufhin studierte er Verwaltungswissenschaft an der Universität Konstanz, an der Universität Aarhus und an der Universität Potsdam. Während seines Studiums übernahm er Aufgaben im Büro des Netzwerks Berlin. Er schloss das Studium 2007 mit dem Diplom ab. Nach Abschluss seines Studiums war er zunächst für den Landesvorsitzenden der SPD Niedersachsen, Garrelt Duin, tätig. Von 2008 bis 2009 war er Referent im Büro des damaligen SPD-Generalsekretärs Hubertus Heil. Von 2009 bis 2011 absolvierte er ein Traineeprogramm als Gewerkschaftssekretär bei der IG Bergbau, Chemie, Energie in Hannover. Von 2011 bis 2013 war er Leiter des Büros für Ratsangelegenheiten des Oberbürgermeisters der Stadt Osnabrück, Boris Pistorius. Als Pistorius 2013 zum niedersächsischen Innenminister ernannt wurde, folgte ihm Hilmer als Leiter des Ministerbüros. Dieses Amt hatte er bis 2015 inne. Von 2015 bis 2023 war Hilmer schließlich Abteilungsleiter für zentrale Angelegenheiten, Leitung und Sport im Niedersächsischen Ministerium für Inneres und Sport. Nach Pistorius Berufung zum Bundesminister der Verteidigung im Januar 2023 wechselte Hilmer mit ihm ins Bundesverteidigungsministerium nach Berlin. Dort war er zunächst Leiter des Leitungsstabs.
Am 17. März 2023 wurde Hilmer von Bundesminister Pistorius zum Staatssekretär im Bundesministerium der Verteidigung ernannt. In diesem Amt folgte er Margaretha Sudhof nach.